# 今井耕

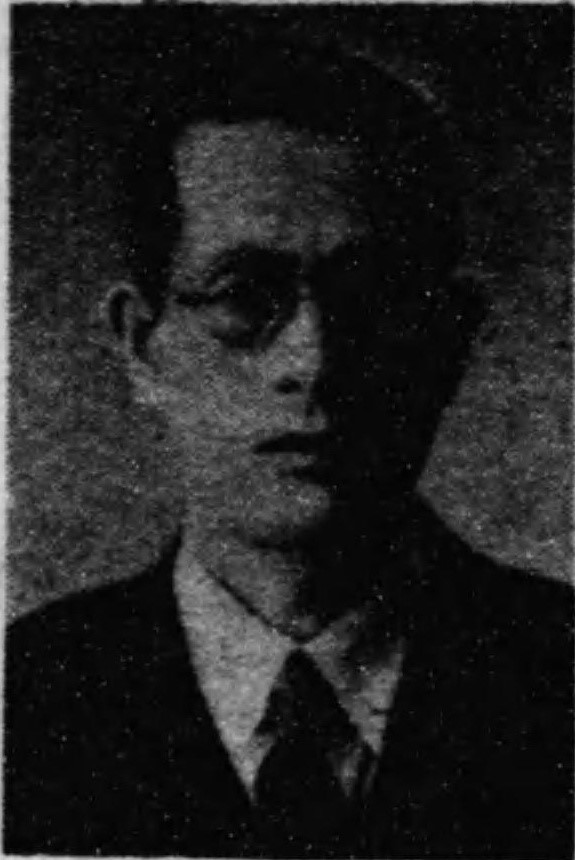
今井耕

今井 耕（いまい こう、1896年〈明治29年〉2月28日 - 1976年〈昭和51年〉1月18日）は、日本の政治家。衆議院議員（6期、自由民主党）。

## 経歴
滋賀県蒲生郡岡山村（現近江八幡市）で、農業・今井吉太郎の長男として生まれた。長浜農学校卒。卒業後は同校教諭や栗太農学校教諭を務める。1946年の第22回衆議院議員総選挙で滋賀県から無所属で立候補して当選し、それから国民協同党に入った（その後、国民民主党→改進党→日本民主党→自由民主党に所属）。以来当選6回。第2次鳩山一郎内閣建設政務次官、衆議院決算委員長などを歴任した。1960年の第29回衆議院議員総選挙で落選、政界から引退した。
1966年4月の春の叙勲で勲二等に叙され、瑞宝章を受章する。
1976年1月18日、死去した。79歳没。同月23日、特旨を以て位六級を追陞され、死没日付をもって正七位から正四位に叙された。